# 八槇博史
八槇 博史（やまき ひろみ）は、日本の情報工学者、東京電機大学システムデザイン工学部教授（ネットワーク・コンピュータ工学）。専門分野は、情報セキュリティ、マルチエージェントシステム。研究領域は、認証システム、エージェントシミュレーション、ネットワーク応用。博士（工学）。

## 略歴
- 洛星高等学校34期生
- 1995年 京都大学工学部情報工学科卒業
- 1999年 京都大学大学院情報学研究科博士後期課程修了、同助手
- 2001年 京都大学大学院情報学研究科 講師
- 2006年 名古屋大学情報基盤センター 准教授
- 2013年 東京電機大学 教授

## 所属学会
- 電子情報通信学会
- 情報処理学会
- 人工知能学会
- IEEE
- ACM

## 代表的な論文・著書
- 八槇博史, 中村悟, 佐藤亮介,“不均一並行計算環境を想定した非同期アントコロニー最適化法,”情報処理学会論文誌, Vol.53, No.11, pp.2399-2408, 2012.
- 青山桃子, 森文宏, 八槇博史,“BPPM/AHES：準同型暗号系を用いた安全な自動トラスト交渉,”情報処理学会論文誌, Vol.53, No.9, pp.2234-2244, 2012.
- Indika H Katugampala, Hirofumi Yamaki and Yukiko Yamaguchi,“Memory Complexity of Parsimonious Strategy in Automated Trust Negotiation,” 人工知能学会論文誌, Vol.26, No.1, pp.50-58, 2011.
- Hirofumi Yamaki, Muneyoshi Saito, Yutaka Yamaguchi, Yoshiki Kato, Yuki Asai and Kazuo Yoshida,“A Simulation Environment to Support Simulation Studies on Global Public Goods,”Evolutionary and Institutional Economics Review, Vol. 6, No.2, pp.159-184, 2010.
- 八槇博史, マイケル P. ウェルマン, 石田亨, “市場モデルに基づくアプリケーションQoSの制御,”電子情報通信学会論文誌, Vol.J81-D-I, No.5, pp.540-547, 1998.